# Contea di Transylvania
La contea di Transylvania in inglese Transylvania County è una contea dello Stato della Carolina del Nord, negli Stati Uniti. La popolazione al censimento del 2000 era di 29 334 abitanti. Il capoluogo di contea è Brevard.